# Abruzzo
Abruzzo (Abruzzi) er en mellemitaliensk eller syditaliensk region. Den har et areal på 10.794 km² og har omkring 1,3 mio. indbyggere. Regionens hovedstad er L'Aquila. Abruzzo er inddelt i fire provinser: Aquila, Chieti, Pescara og Teramo. Regionen grænser mod nord til Marche, mod øst til Adriaterhavet, mod syd til Molise og mod vest til Lazio. Skønt regionen geografisk set ligger midt i Italien, har det italienske statistiske kontor valgt at regne den med til Syditalien, formentlig på grund af det mangeårige historiske tilhørsforhold til Kongeriget Napoli.

## Historie
Der findes mange forklaringer på oprindelsen af navnet Abruzzo. En af dem er, at det kommer fra det latinske "Aprutium", skønt regionen ikke hed sådan i romersk tid, men derimod på skift blev kaldt Picenum, Sabina et Samnium, Flaminia et Picenum og Campania et Samnium. I middelalderen kom navnet Aprutium til, og der er givet fire forskellige forklaringer på det: Mange tror det er en forvanskning af "Praetutium", eller af folket Praetuterne. Den anden forklaring går på det latinske navn "aper" (vildsvin) så Aprutium var "vildsvinenes land", og den tredje går på "abruptum" (ujævn, stejl). En fjerde og nyere tolkning peger på det latinske udtryk "a Bruttiis" (fra Bruttierne), altså det land man fik fra Bruzi-folket, som flyttede videre sydpå for at bosætte sig i Calabrien.
Området var fra 2. årtusind f.Kr. beboet af flere forskellige italisk-talende stammer, der i begyndelsen var selvstændige, indtil de i det 4. århundrede f.Kr. blev tvunget ind i et fast allianceforhold til det ekspanderende Romerske rige. Efter Forbundsfællekrigen i 1. århundrede f.Kr. blev indbyggerne romerske borgere, og de gamle sprog blev afløst af latin. 
Efter romerigets sammenbrud blev Abruzzo underlagt skiftende dynastier, blandt andet Langobarderne, Normannerne, Hohenstauferne, Angevinerne (Huset Anjou) og kongerne af Aragonien. I flere hundrede år blev det regeret fra syd som en del af Kongeriget Napoli, og endnu i dag er der tætte forbindelser sydpå. Ved Italiens samling i 1861 gik det fra at være en nordlig neapolitansk provins til at være placeret midt i landet.
Indtil 1963 hed regionen Abruzzi, og omfattede også den nuværende region Molise. Flertalsformen "Abruzzi" stammer fra den gang  regionen var en del af Kongeriget Napoli, og var opdelt i de tre områder Abruzzo Citeriore ("Nære Abruzzo") og Abruzzo Ulteriore I og II ("Fjerne Abruzzo" I and II ), hvor "nær" og "fjern" var i forhold til kongerigets hovedstad Napoli. Abruzzo Citeriore svarer til nutidens provins Chieti. Abruzzo Ulteriore I bestod af provinserne Teramo og Pescara. Abruzzo Ulteriore II svarede til provinsen Aquila. Molise havde oprindeligt været en del af provinsen omkring Foggia, men blev overført til Abruzzi i 1806, og fungerede her som en autonom provins, indtil den blev Italiens nyeste region i 1963.

## Geografi
Af Abruzzos areal på 10.794 km² er næsten to tredjedele dækket af bjerge. Resten består af bakker, der skråner ned mod en snæver slette, der løber langs det meste af den 129 km lange kyst mod Adriaterhavet. Bjergkæden Apenninerne løber gennem Abruzzo og når her de højeste punkter på den italiensk halvø, Corno Grande i Gran Sasso massivet (2.914 m) og Monte Amaro i Maiella-gruppen (2.795m). De vigtigste floder er Aterno-Pescara, Sangro og Tronto. Abruzzo har været ramt af adskillige jordskælv gennem årene. 
Abruzzo er delt i de fire provinser: Aquila, Chieti, Pescara og Teramo.

### Klima
Skemaet viser klimadata for de vigtigste byer i Abruzzo. (Tallet med stjerne er anslået)
| By       | Breddegrad | Middeltemperatur vinter (°C) | Middeltemperatur sommer (°C) | Regn (mm) | Mest regnfulde årstider |
| -------- | ---------- | ---------------------------- | ---------------------------- | --------- | ----------------------- |
| Pescara  | 42° 27'    | 6,3                          | 23,3                         | 682       | efterår vinter          |
| Chieti   | 42° 21'    | 6,6                          | 24,5                         | 1002      | efterår vinter          |
| Teramo   | 42° 21'    | 5,5                          | 25,0                         | 790       | forår efterår           |
| L'Aquila | 42° 21'    | 2,1                          | 21,8                         | 722       | forår efterår           |
| Avezzano | 42° 21'    | 2,5                          | 22,9                         | 817       | efterår vinter          |
| Sulmona  | 42° 22'    | 3,9                          | 24,7                         | 600*      | efterår                 |

## Demografi
I 2006 blev der født 11.087 (0,85 %), og der døde 13.223 (1,01 %), hvilket gav et fødselsunderskud på 2.136 (-0,16 %). Procenterne er i forhold til folketallet i 2005. Husstandene bestod i gennemsnit af 2,6 personer. Den 31. december 2006 var befolkningstallet 1.309.797, hvoraf 48.018 var udlændinge (3,7 %).

### De vigtigste byer
Skemaet viser de 15 kommuner med højest befolkningstal, sorteret efter opgørelsen pr. 31. december 2007 (Kilde: ISTAT – det italienske statistiske kontor).
| Våben | By                   | Folketal | Provins  | Areal (km²) |
| ----- | -------------------- | -------- | -------- | ----------- |
|       | Pescara              | 123.069  | Pescara  | 34          |
|       | L'Aquila             | 72.913   | L'Aquila | 467         |
|       | Teramo               | 54.926   | Teramo   | 151         |
|       | Chieti               | 54.903   | Chieti   | 58          |
|       | Montesilvano         | 47.695   | Pescara  | 23          |
|       | Avezzano             | 41.027   | L'Aquila | 104         |
|       | Vasto                | 39.005   | Chieti   | 70          |
|       | Lanciano             | 36.570   | Chieti   | 66          |
|       | Sulmona              | 25.327   | L'Aquila | 58          |
|       | Roseto degli Abruzzi | 24.533   | Teramo   | 52          |
|       | Francavilla al Mare  | 24.043   | Chieti   | 22          |
|       | Ortona               | 23.801   | Chieti   | 70          |
|       | Giulianova           | 23.216   | Teramo   | 27          |
|       | San Salvo            | 18.646   | Chieti   | 36          |
|       | Spoltore             | 17.711   | Pescara  | 36          |